# Dorfkirche Boblas

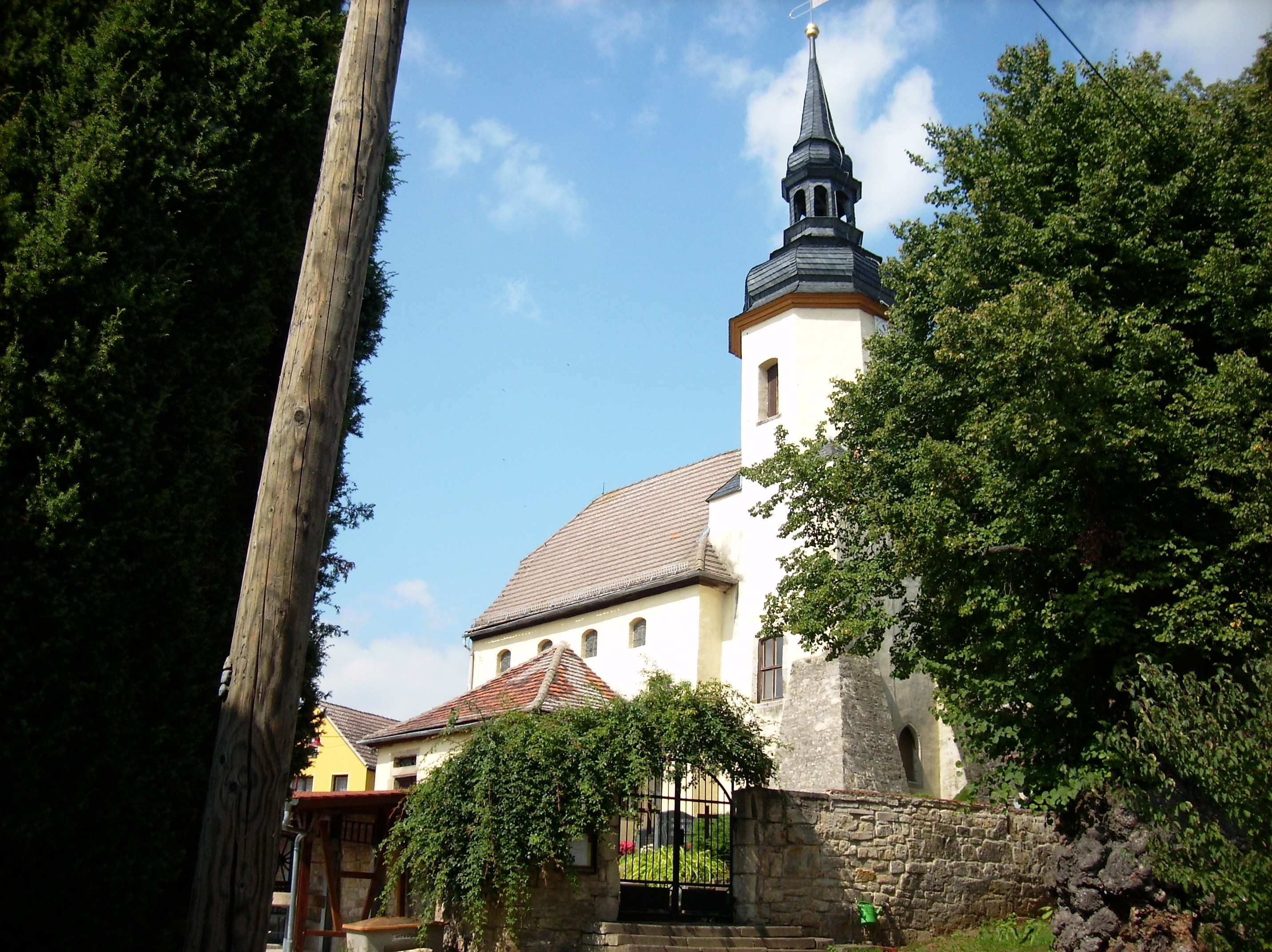
Die Kirche in Boblas

Die evangelische Dorfkirche Boblas befindet sich Boblas, einem Ortsteil der Stadt Naumburg (Saale) im Burgenlandkreis in Sachsen-Anhalt. Sie steht unter Denkmalschutz und ist mit der Erfassungsnummer 094 83661 im Denkmalverzeichnis des Landes registriert.

## Beschreibung

### Gebäude
Die in ortsbildprägender Lage befindliche Chorturmkirche hat ihren Ursprung im Mittelalter und ist von einem ummauerten Kirchhof umgeben. In den Jahren 1749 bis 1751 erfolgten Umbauarbeiten im Stil des Barock, dabei wurden auch der Südannex für die Herrschaftsloge mit einem vorgewölbten Prospekt hinzugefügt und das Dach erhöht. Im Jahr 1993 wurde das an der Westseite befindliche Treppenhaus angebaut. In den Jahren 1995 und 1997 erfolgten Instandsetzungsarbeiten am Gebäude.

### Innenraum und Ausstattung
Die Kirche besitzt einen Rechtecksaal mit einer Felderdecke und einer doppelten Empore. Der Kanzelaltar ist mit reichem vegetabilem Schnitzwerk versehen. Am Korb befinden sich acht Apostelreliefs eines spätgotischen Altars aus der Zeit um 1510. Aus derselben Zeit und dazu gehörig stammt eine Figur der Heiligen Katharina. Die Holztaufe wurde in der Mitte des 18. Jahrhunderts mit Dreifuß mit Engel und einem Muschelbecken errichtet.

## Sonstiges
Für einen 1731 verstorbenen Johann August von Tümpling befindet sich ein Grabstein an der Kirche. Die Bronzeglocke im Turm wurde in der ersten Hälfte des 14. Jahrhunderts gegossen.